# Boortrifluoride
Boortrifluoride (BF3) is een zeer toxische, kleurloze verbinding van boor en fluor, die onder standaardomstandigheden gasvormig is. Commercieel gezien wordt het gas verhandeld in gascilinders of als een oplossing (15 of 52 massaprocent) in methanol. Boortrifluoride wordt voor toepassingen in de organische synthese meestal gebruikt als adduct met di-ethylether.

## Synthese
Boortrifluoride kan op diverse manieren bereid worden. Het ontstaat door inwerking van waterstoffluoride op boortrioxide:
{\displaystyle {\ce {B2O3 + 6 HF -> 2 BF2 + 3 H2O}}}
Op industriële schaal wordt het bereid door boortrioxide of borax te verhitten met calciumfluoride en zwavelzuur. Verder kan het gesynthetiseerd worden door reactie van boortrioxide met natriumtetrafluorboraat en zwavelzuur:
{\displaystyle {\ce {6 NaBF4 + B2O3 + 6 H2SO4 -> 8 BF3 + 6 NaHSO4 + 3 H2O}}}
Boortrifluoride kan ook bereid worden door reactie van boorzuur met fluorsulfonzuur:
{\displaystyle {\ce {H3BO3 + 3 HSO3F -> BF3 + 3 H2SO4}}}

## Structuur en eigenschappen
Boortrifluoride bezit een trigonaal planaire moleculaire geometrie, omdat boor sp2-gehybridiseerd is. Hierdoor beschikt boor over een leeg p-orbitaal. Dit p-orbitaal staat loodrecht op het vlak van de boor-fluorbindingen en is verantwoordelijk voor het feit dat boortrifluoride een Lewiszuur is.

### Reacties
In tegenstelling tot de aluminium en galliumtrihalides zijn de boortrihalogenides allemaal monomeer. Ze zijn in staat tot zeer snelle halogeen-uitwisseling, de gemengde halogenides zijn zelfs niet zuiver te verkrijgen.
{\displaystyle {\ce {BF3\ +\ BCl3\ ->[{\ce {<-[{\ce {}}]}}]\ BClF2\ +\ BCl2F}}}
Met allerlei Lewisbasen worden makkelijk adducten gevormd, zoals met fluoride (hier uit cesiumfluoride) en di-ethylether:
{\displaystyle {\ce {CsF\ +\ BF3->CsBF4}}}
{\displaystyle {\ce {BF3 \ + \ (CH3CH2)2O \ -> \ (CH3CH2)2O.BF3}}}

## Toepassingen
De Lewiszure eigenschappen maken boortrifluoride geschikt om gebruikt te worden als zure katalysator in situaties waarin H+ minder geschikt is. Onder meer wordt boortrifluoride gebruikt als katalysator bij de synthese van ethylbenzeen en de analyse van de vetzuursamenstelling van dierlijke en plantaardige oliën en vetten.
De zure eigenschap is ook verantwoordelijk voor het gemak waarmee halogenide-ionen, met name fluoride, gekoppeld worden. Het terafluorboraat-ion {\displaystyle {\ce {(BF4^{-})}}} staat als vrijwel inert ion naast bijna alle denkbare kationen.

## Toxicologie en veiligheid
Boortrifluoride reageert heftig met water, onder vorming van schadelijke dampen van onder andere tetrafluorboorzuur en boorzuur:
{\displaystyle {\ce {4 BF3 + 3 H2O -> 3 HBF4 + H3BO3}}}
Tijdens de reactie wordt ook waterstoffluoride gevormd, maar dit reageert samen met boortrifluoride tot tetrafluorboorzuur.